# 澤田ゆかり
澤田 ゆかり（さわだ ゆかり、1961年4月 - ）は、日本の経済学者。専門は、社会経済学、中国地域研究。
東京外国語大学総合国際学研究院（国際社会部門・国際研究系）教授。

## 略歴
- 1984年3月  大阪外国語大学外国語学部中国語学科卒業
- 1986年3月  東京外国語大学大学院地域研究研究科修士課程修了
- 1986年4月  アジア経済研究所研究員
- 1996年4月  神奈川大学外国語学部講師
- 1998年4月  神奈川大学外国語学部助教授
- 1999年4月　東京外国語大学外国語学部助教授
- 2006年4月　東京外国語大学外国語学部教授
- 2009年4月  現職（大学院重点化により所属変更）

## 著書
- 「人口と社会保障」加藤弘之編『中国経済論』2004年4月、ミネルヴァ書房、pp.187-208
- 「第4章　香港における貧困層の特徴と貧困対策」（宇佐見耕一編『新興福祉国家の社会福祉・資料編：アジア・アフリカ・ラテンアメリカ』2004年3月、日本貿易振興会アジア経済研究所、pp.67-81